# Heideberg (Groß Machnow)
Der Heideberg ist eine 54 m ü. NHN hohe Erhebung auf der Gemarkung von Groß Machnow, einem Ortsteil der Gemeinde Rangsdorf im Landkreis Teltow-Fläming in Brandenburg. Die Erhebung liegt rund 1,45 km nordnordöstlich des Gemeindezentrums. Sie ist bewaldet; die umliegenden Flächen werden landwirtschaftlich genutzt.